# Народен музей в Пожаревац
Народният музей в Пожаревац е музейна сбирка с експозиция в Пожаревац.
Музеят е учреден през 1895 г., след като в продължение на дълги години в Пожаревската гимназия са събирани антични предмети от археологическите обекти в района на Браничевски окръг, в частност от близкия античен град Виминациум.
В музея са обособени 3 секции: археологическа (по периоди и теми: праистория, античност, Виминациум, средновековие и нумизматика), историческа и по история на изкуството с галерия от картини на Милена Павлович-Барили и етнографска част с етнографска експозиция на близкия до града хълм Тулба.
Във фондовете на музея в Пожаревац се съхраняват около 50 000 ценни предмета.